# BET Hip Hop Awards
«BET Hip Hop Awards» — ежегодная премия в области хип-хоп-музыки, учреждённая телеканалом BET. Проводится с 2006 года.

## Категории
| Вручаемые награды - DJ года (с 2007) - Делец года (с 2006) - Автор года (с 2006) - «Самый ценный игрок» года (с 2006) - Продюсер года (с 2006) - Лучший гастролёр (с 2006) - Клипмейкер года (с 2006) - Лучший новый хип-хоп-артист (с 2006) - Лучший хип-хоп-стиль (Best Hip Hop Style) (с 2009) - Альбом года (с 2006) - Сингл года (с 2006) - Лучшая коллаборация, дуэт или группа (с 2006) - Лучшее хип-хоп-видео (с 2006) - Лучший микстейп (с 2011) - Sweet 16: Лучший куплет (с 2011) - Ударный трек (с 2012) | Награды, вручавшиеся ранее - Лучший клубный бэнегр (2010—2015) - Лучший сайт (2009—2014) - Приз зрительских симпатий (2006—2016) - Лучший рингтон (2006—2008) - Лучший британский хип-хоп-исполнитель (2006—2008) - Лучший фильм (2006—2007) - Лучший танец (2006—2007) |

## Церемонии
| #  | Дата            | Место                              | Ведущий     | Я — хип-хоп      |
| 01 | 12 ноября 2006  | Fox Theatre                        | Кэт Уильямс | Грэндмастер Флэш |
| 02 | 13 октября 2007 | Atlanta Civic Center               | Кэт Уильямс | KRS-One          |
| 03 | 23 октября 2008 | Atlanta Civic Center               | T-Pain      | Расселл Симмонс  |
| 04 | 10 октября 2009 | Atlanta Civic Center               | Майк Эппс   | Ice Cube         |
| 05 | 12 октября 2010 | Atlanta Civic Center               | Майк Эппс   | Salt-N-Pepa      |
| 06 | 11 октября 2011 | Atlanta Civic Center               | Майк Эппс   | LL Cool J        |
| 07 | 09 октября 2012 | Atlanta Civic Center               | Майк Эппс   | Rakim            |
| 08 | 15 октября 2013 | Atlanta Civic Center               | Snoop Dogg  | MC Lyte          |
| 09 | 14 октября 2014 | Atlanta Civic Center               | Snoop Dogg  | Doug E. Fresh    |
| 10 | 09 октября 2015 | Atlanta Civic Center               | Snoop Dogg  | Scarface         |
| 11 | 04 октября 2016 | Cobb Energy Performing Arts Centre | DJ Khaled   | Snoop Dogg       |
| 12 | 06 октября 2017 | Miami Beach Convention Center      | DJ Khaled   | Лютер Кэмпбелл   |
| 13 | 16 октября 2018 | Miami Beach Convention Center      | Дерей Дэвис | Лил Уэйн         |